# Mittitjärnen (Älvsby socken, Norrbotten, 728295-173719)
Mittitjärnen är en sjö i Älvsbyns kommun i Norrbotten och ingår i Piteälvens huvudavrinningsområde.